# Maurice FitzGerald, IV conde de Kildare
Maurice FitzThomas Fitzgerald, IV conde de Kildare (1318-25 de agosto de 1390) fue un prominente noble irlandés del nobiliario de Irlanda que ocupó el cargo de Lord Justicia de Irlanda.

## Biografía
Maurice, conde de Kildare, suprimió la insurrección de los O'Dempsies en Leinster en 1339; y en noviembre de 1346, junto al Lord Justicia Bermingham, forzó a los O'Mores a someterse y entregar rehenes por su buen comportamiento futuro. En 1346 fue encarcelado por sospechas sobre su lealtad a la Corona, pero fue rápidamente liberado y absuelto. El 26 de enero de 1347, un mandato firmado en el Palacio de Eltham lo convocó a servir al rey Eduardo III de Inglaterra en el sitio de Calais, donde llegó en mayo con treinta hombres de armas, y el 4 de junio los intrusos se rindieron. Posteriormente fue nombrado jefe del ejército y hecho caballero.
Con varios irregulares y soldados de infantería asignados para defender Kildare contra los rebeldes irlandeses, el conde fue nombrado, el 14 de septiembre de 1358, supervisor de los cuatro comisarios para recaudar sus impuestos de ese condado. El 30 de marzo de 1360 fue constituido Lord Justicia de Irlanda con un salario anual de 500 libras esterlinas. Fue hecho Custos del reino otra vez el 22 de marzo de 1371 y una tercera ocasión el 16 de febrero de 1375, hasta el regreso de sir William Windsor.
En 1364 encabezó una delegación de nobles y funcionarios irlandeses que se reunió con Eduardo III para protestar acerca del mal gobierno de Irlanda y la corrupción de ciertas autoridades, sobre todo de Thomas de Burley, Lord Canciller de Irlanda. En 1378 informó al rey Ricardo II de que había acompañado al Lord Justicia, James Butler, II conde de Ormond, a petición de este, en un enfrentamiento contra los O'Morchoes de Slewmargy (Sliabh Mairge); siendo acompañados por numerosos caballeros de su séquito, de los que se perdieron seis hombres, además de cuatro cotas de malla y otras armaduras. Pidió recompensa y el 21 de mayo de 1378 el rey le otorgó 10 libras esterlinas del Exchequer de Irlanda —organismo encargado de la recaudación de fondos reales.
Fue convocado al Parlamento celebrado en Castledermot el 22 de enero de 1377, al de Trim el 11 de septiembre de 1381, y al de Dublín el 29 de abril de 1382.
Fue, con sir Philip Courtenay, Lord Justicia; encargado de imponer el orden público en Leinster, Meath y otros lugares, y de resistir a los rebeldes con sus propios recursos. Su recompensa llegó en forma de concesión, datada el 20 de abril de 1386, de la propiedad de sir William de London en los condados de Kildare y Meath durante la minoría de su hijo y heredero, John de London. El 5 de agosto de 1389 recibió el feudo de las fincas de Lucan (en el condado de Dublín), Kildrought (ahora Celbridge), y Kilmacredock (en el condado de Kildare), mantenido por la Corona in capite (directamente) para él y sus herederos.
El 29 de mayo de 1390 recibió un mandato escrito ordenándole que llevara a O'Connor, hijo de Dough O'Dempsie y enemigo irlandés del rey, actualmente detenido en Kildare, al Castillo de Dublín para una custodia más segura.
Murió a una edad avanzada en 1390, siendo fue enterrado en la Iglesia de la Sagrada Trinidad, actual catedral de la Santísima Trinidad de Dublín.

### Familia
Fue el segundo hijo de Thomas FitzGerald, II conde de Kildare y su esposa Joan (f. 1359), hija de Richard de Burgh, II conde de Úlster. Sucedió a su hermano Richard, que murió a los 12 años en 1329. Se casó con Elizabeth de Burghersh, hija de sir Bartholomew de Burghersh el Viejo, I barón Burghersh, y de Elizabeth de Verdun, una de las herederas de Theobald de Verdun, II barón Verdon.
Tuvieron al menos cuatro hijos:
- Gerald FitzGerald, V conde de Kildare
- John Fitzgerald, VI conde de Kildare de jure. A la muerte de su hermano no pudo tomar posesión del condado. Fue padre de Thomas FitzGerald, VII conde de Kildare.
- Thomas FitzGerald, gran alguacil del condado de Limerick.
- Joanne, casada con Donal MacCarthy Reagh, V príncipe de Carbery.

| Nobles de Irlanda                | Nobles de Irlanda          | Nobles de Irlanda              |
| -------------------------------- | -------------------------- | ------------------------------ |
| Precedido por Richard FitzGerald | Conde de Kildare 1329-1390 | Sucedido por Gerald FitzGerald |

## Fuente
- Logia, John, & Archdall, Mervyn, A.M., El nobiliario de Irlanda, Dublín, 1789, vol. 1, p. 80-81.

- Datos: Q16200495